# Pholidobolus hillisi
Pholidobolus hillisi — вид ящірок родини гімнофтальмових (Gymnophthalmidae). Ендемік Еквадору. Описаний у 2014 році.

## Поширення і екологія
Pholidobolus hillisi відомі з типової місцевості, розташованої в провінції Самора-Чинчипе, на висоті 1840 м над рівнем моря.